# لاردة (مقاطعة)
مقاطعة لاردة (بالكاتالانية: Província de Lleida، بروبينسيا دي لْيَايدا؛ بالإسبانية: Provincia de Lérida، بروبينثيا دي ليريـدا) هي مقاطعة إسبانية تقع في شمال شرق الدولة، تقع ضمن حدود منطقة قطلونية.
عاصمتها هي مدينة لاردة، تنقسم المقاطعة إلى 231 بلدية. كانت بالعهد الإسلامي مدينة عامرة وتتبع لمدينة سرقسطة، وكان عهد ازدهارها في عهد دولة بنو هود.

## الجغرافيا
تقع مقاطعة لاردة في شمال شرق إسبانيا تحدها من الشمال أندورا وفرنسا، ومن الجنوب مقاطعة طراغونة، ومن الشرق مقاطعة جرندة ومقاطعة برشلونة، ومن الغرب مقاطعة وشقة ومقاطعة سرقسطة. تبلغ مساحة مقاطعة لاردة 12.150 كم².

## الديموغرافيا
يبلغ عدد سكان مقاطعة لاردة 442.308 نسمة عام 2011 (وفقاً للمعهد الوطني للإحصاء الإسباني).
فيما يلي قائمة أكبر البلديات من حيث عدد السكان (بتاريخ 1 يناير 2011):
1. لاردة 138.416 نسمة
2. تاريغا 17.129 نسمة
3. بالاغير 16.877 نسمة
4. مويروسا 14.705 نسمة
5. سيو دي أورخيل 13.009 نسمة
6. ثيرفيرا 9.390 نسمة
7. سولسونا 9.304 نسمة
8. ألكاراس 8.350 نسمة
9. تريمب 6.711 نسمة
10. ألماثييس 6.662 نسمة